# RONJA
RONJA (pronunciado «ronya», del acrónimo inglés Reasonable Optical Near Joint Access, Acceso Óptico Razonable de Nodo Cercano) es un proyecto de tecnología libre (similar al software libre) para crear enlaces de datos de transmisión óptica punto a punto inalámbrica (óptica de espacio libre). El diseño está licenciado bajo la Licencia de documentación libre de GNU (uno obtiene todos los planos de construcción y las guías libremente). Los costos que implica esta tecnología son mínimos, siendo probablemente el sistema inalámbrico más barato jamás creado. En este momento el alcance máximo es de 1,4 km y la velocidad de comunicación es de 10 Mbps en Full Dúplex. Ronja es un proyecto de los Laboratorios Twibright, de la República Checa.

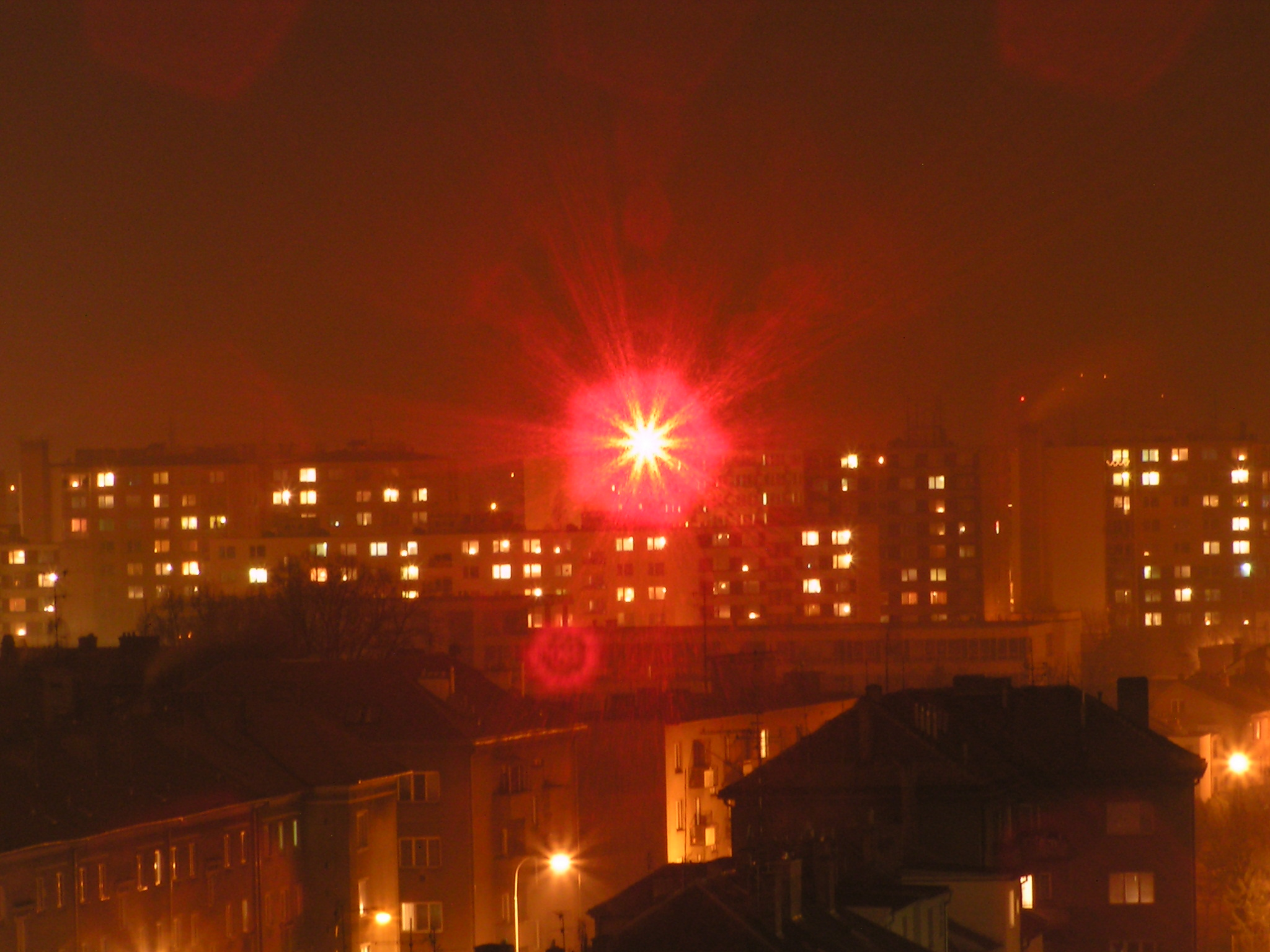
Solo LED de luminosidad alta con una lupa barata formar un rayo de luz que puede transmitir vídeo de calidad DVD en los barrios. Hacer unos pasos de lado y el ray estrecho desaparece.

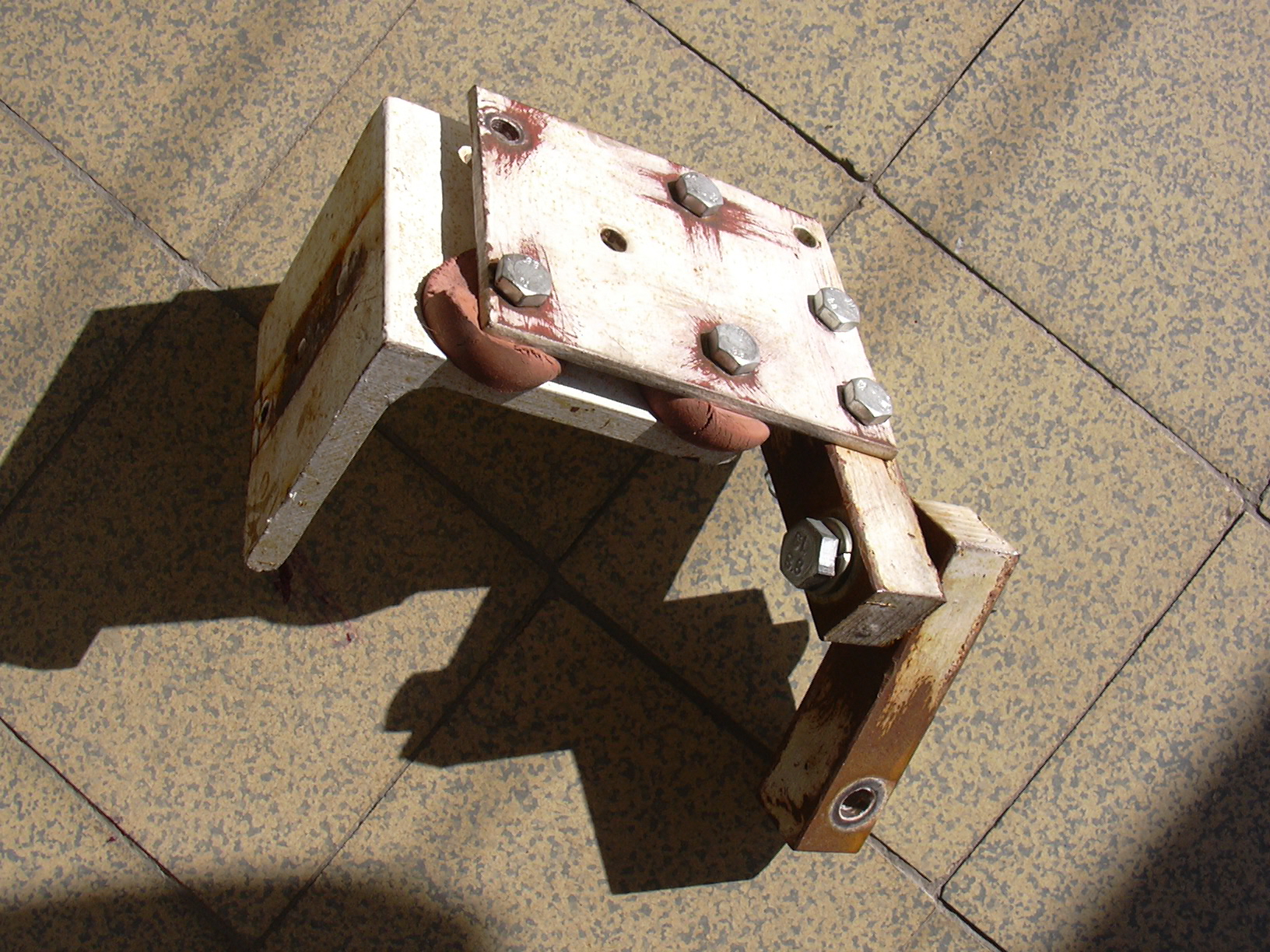
Tres bulónos pretensados por rodillos rosas de goma facilitar apuntación preciso de dirección de cabeza optical. Este mecanismo funciona con rata de transmisión de 1:300. El bulón en lado derecho es una parte de un mecanismo de ajuste aproximado que puede girarse prácticamente el cualquier dirección.

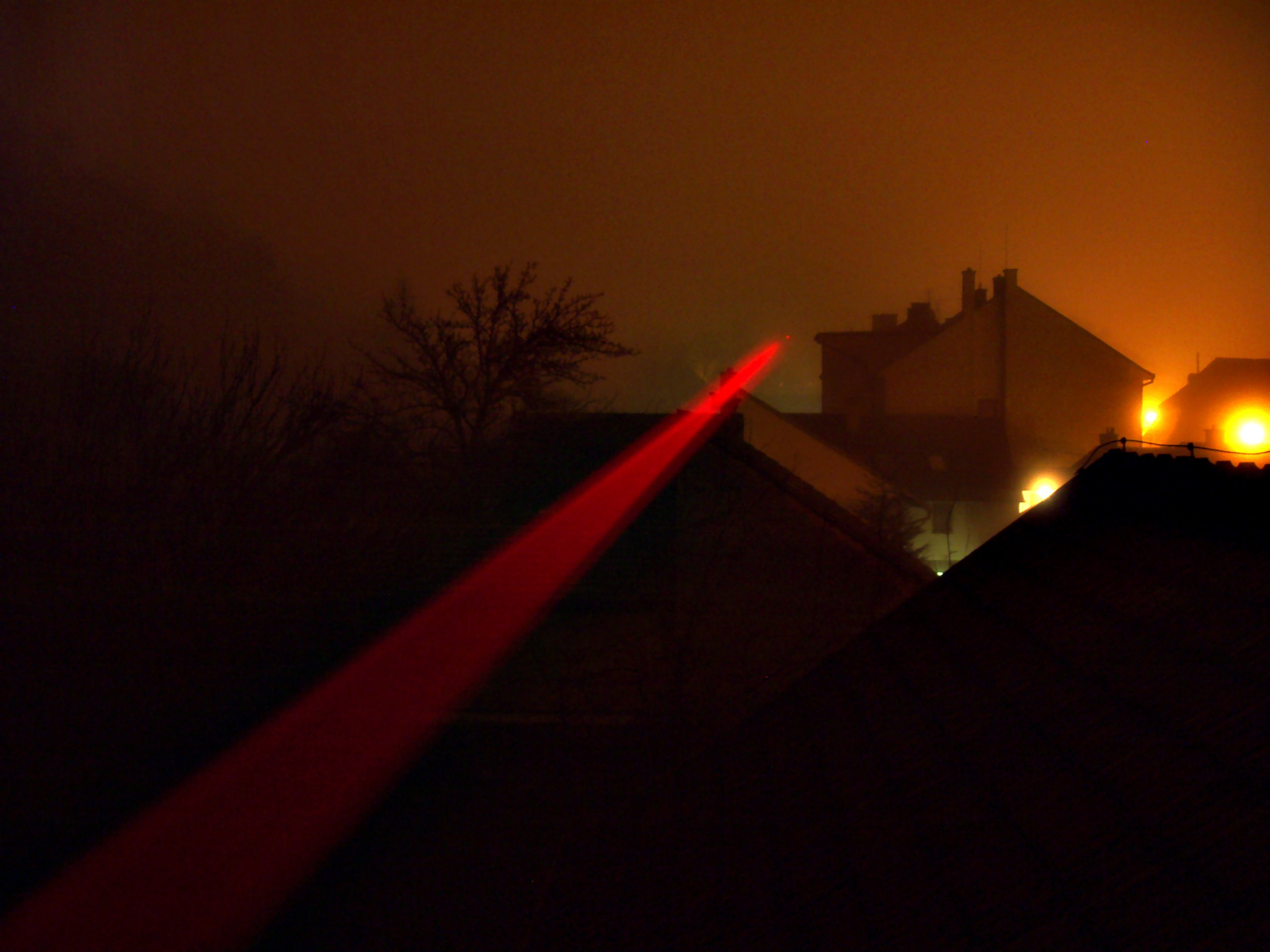
La imagen mejorada artificialmente de una situación, donde un Ronja enlace deja de funcionar por la niebla densa.

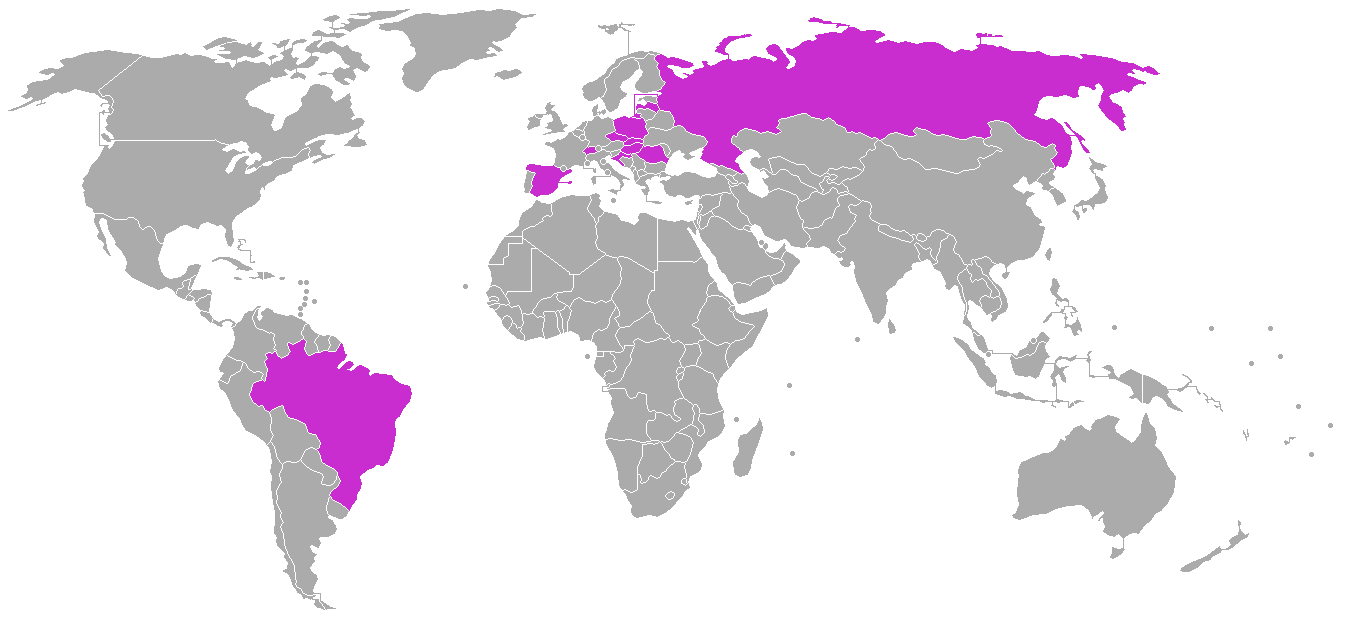
Un mapa muestra la distribución de las 153 instalaciones de RONJA el 1ro de octubre de 2007..
Sobre la base de datos encontrados en la
Página oficial de RONJA.

## Modelos de Ronja
- Ronja 10M Metropolis: Provee un enlace de 10 Mbit/s en Full Dúplex sobre una interfaz AUI. La distancia máxima de operación es de 1,4 km con lentes de 130 mm, y 700 m con lentes de 90 mm. El transmisor es un diodo LED de longitud de onda 625 nm y corriente 70 mA, y el sistema óptico está construido con lupas de vidrio. Los materiales para un equipo Ronja 10M Metropolis cuestan 2000 CZK (alrededor de 85 USD) y construirlo lleva alrededor de 70 horas.
- Ronja Tetrapolis: Funciona de la misma forma que el Ronja Metropolis, pero se conecta a través de conexiones TP (UTP, RJ-45 etc.) a una tarjeta de red o a un switch.
- Ronja Inferno: Funciona igual que el Ronja Tetrapolis, pero por medio de señales infrarrojas de longitud de onda 875nm (invisibles).
- Ronja Benchpress: Un equipo de pruebas físicas para desarrolladores que permite medir las combinaciones de ganancia y calcular el rango de los LEDs y lentes.

## Construcción por inexpertos
Las instrucciones de construcción están escritas por y para una persona sin experiencia, explicando las operaciones básicas de taladrado, soldadura, etc. Se muestran varias técnicas para reducir al mínimo los errores en lugares críticos y acelerar el trabajo - plantillas de taladrado, revisión de las soldaduras, procedimientos de prueba... Es posible descargar los diseños de circuitos impresos listos para su construcción con todas las instrucciones. Gente sin experiencia previa ha informado en listas de correo acerca del éxito de sus montajes en su primer intento.
"La sensación cuando el conjunto de componentes comenzó a funcionar y el primer paquete fue transmitido, no se puede comparar con nada." (Petr Sádecký, usuario)

### Características del sistema
Un sistema RONJA completo está hecho de 2 transceptores (2 transmisores y 2 receptores de luz). También muestra la capa de OSI para los componentes. Estos se montan individualmente o como una combinación, posibilitando la comunicación en un único sentido o en ambos. El sistema completo se muestra en el diagrama de bloques.

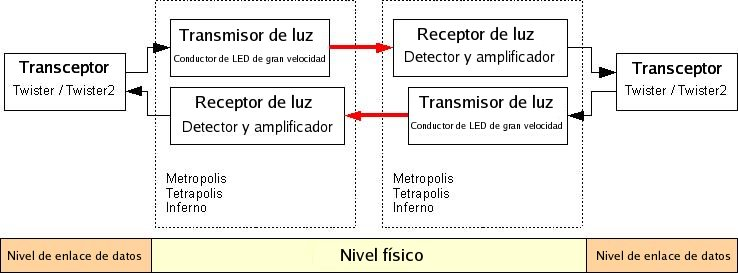
Diagrama de bloques de sistema RONJA full dúplex

## Innovaciones
Todo el proyecto está basado estrictamente en herramientas libres, y el código fuente del software se provee libremente bajo la Licencia Pública General de GNU. Esto permite a cualquier persona participar del desarrollo de este proyecto, fabricar equipos o invertir en esta tecnología sin ningún costo de entrada. Estos costos pueden incluir normalmente las licencias de los programas usados, tiempo invertido en la investigación sobre posibles problemas con la compatibilidad con programas privativos, o costos de propiedad intelectual y negociación de licencias. La decisión de concebir este proyecto fue inspirada por la gran eficiencia organizacional que se puede observar en el desarrollo del software libre.
Ronja se convirtió, en la Navidad del 2001, en el primer enlace de espacio libre de 10 Mbit/s con fuentes libres en el mundo.
Ejemplo de Herramientas Utilizadas:
- gEDA gschem
- QCad
- BRL-CAD
- PCB (Circuitos impresos)
- Sodipodi para gráficas vectoriales

## Datos Técnicos
- Velocidad de transmissión: 10 Mbit/s, full-duplex
- La distancia mínima de trabajo: 700 m con 90 mm de la lente (1300 m con 120 mm de la lente)
- Lontananza mínima operante: 1 / 15 la máxima distancia de trabajo
- Interfaz de datos interfaz de conexión 10BaseT (UTP) o AUI.
- Autonegociación ningún. Trabaja en half dúplex con dispositivos sin acoplado de dúplex manual.
- Consumo 5.42W
- Longitud de onda 625 nm o 875nm
- Potencia optical estimado: 17mW
- Divergencia de rayo (ángulo completo) 4mrad
- Humedad operante 100% de potencia de la lente climatizada 1 W
- Visibilidad debe haber una visibilidad directa
- Modulación: 1 MHz - 1,2 MHz, 50% ciclo de trabajo entre los paquetes
- Apuntación de dirección: visual